# スーパーフットサル
スーパーフットサル（Super Futsal）は、CSスポーツ専門局スカイ・Aで放送中のフットサル番組である。2002年4月に放送開始したフットサル中継のパイオニア。
関東・関西地区の大会を中心に不定期で日曜日に初回放送される。
神戸で開催される全国選抜フットサル大会やFUTSAL地域チャンピオンズリーグなど主要大会の中継も行っている。AFCフットサル選手権の録画放送もあり。
3，4ヶ月に1度は「スーパーリーグ伝説」と称して過去の中継映像から選りすぐりの物をチョイスして再放送している。